# Wyssachen
Wyssachen là một đô thị thuộc huyện Oberaargau, bang Bern, Thụy Sĩ. Đô thị này có diện tích  km², dân số thời điểm tháng 12 năm 2009 là 1177 người.